# Ruumissaari och Kumpusaari
Ruumissaari och Kumpusaari (eller Sänkisaari och Kumpusaari) är en ö i Finland. Den ligger i sjön Yli-Kitka och i kommunen Kuusamo i den ekonomiska regionen  Koillismaa ekonomiska region  och landskapet Norra Österbotten, i den nordöstra delen av landet, 700 km norr om huvudstaden Helsingfors. Öns area är 48,8 hektar och dess största längd är 0,9 kilometer i sydöst-nordvästlig riktning. På den norra delön, Ruumissaari eller Sänkisaari, finns en begravningsplats.